# Karl Raaf (Politiker)
Karl Rudolf Raaf (* 25. Juni 1902 in Heilbronn; † 11. Februar 1980 in Laupheim) war ein deutscher Politiker der SPD.

## Biografie
Raaf war seit 1925 bei der Allgemeinen Ortskrankenkasse in Heilbronn angestellt. Dieses Arbeitsverhältnis verlor er am 15. September 1933, als er auf Grundlage des Gesetzes zur Wiederherstellung des Berufsbeamtentums entlassen wurde. Daraufhin war er einige Jahre arbeitslos oder nahm vorübergehende Beschäftigungen wahr. Im Mai 1939 übernahm er eine Tätigkeit als Buchhalter in Heilbronn. 1940 ging er in den Kriegsdienst, aus dem er bereits kurze Zeit später wegen Untauglichkeit entlassen wurde. Im Juni 1943 wurde er kaufmännischer Leiter im Klostergut Ochsenhausen. Zwei Jahre später kehrte er in sein ehemaliges Berufsfeld zurück und wurde Leiter der AOK in Laupheim.

## Politik
Bei der Landtagswahl 1947 kandidierte Raaf zunächst erfolglos im Wahlkreis Biberach für den Landtag für Württemberg-Hohenzollern. Bereits am 3. Juni 1947 durfte er für Fritz Erler ins Parlament nachrücken. Doch nur vier Monate später, am 5. November 1947, legte er sein Mandat nieder, für ihn rückte Gertrud Metzger nach.